# Jorge Valdano
Jorge Alberto Francisco Valdano Castellanos (Las Parejas, 4 de Outubro de 1955) é um ex-futebolista e treinador argentino.

## Carreira
Valdano iniciou sua carreira profissional no Newell's Old Boys, onde conquistou o Metropolitano de 1974. Um ano após a conquista nacional com o Newell's, Jorge acabou se transferindo para o pequeno Deportivo Alavés, que disputava a segunda divisão na época. Depois de quatro temporadas no clube, se transferiu para o Real Zaragoza da primeira divisão e, após cinco temporadas no Zaragoza, acabou sendo contratado pelo maior clube da Espanha: o Real Madrid. No Madrid, jogando com a Quinta del Buitre, foi um dos principais nomes do clube na época, tendo marcado gol nas duas finais de Copa da UEFA ganhas pela equipe - em 1985 e 1986. Em 1987, por conta de hepatite, acabou abandonando a carreira profissional, aos trinta e um anos.

## Seleção Argentina
Pela seleção da Argentina, Valdano disputou vinte e duas partidas, marcando sete gols, sendo quatro na Copa do Mundo de 1986 onde saiu campeão, marcando inclusive, um gol na final. Antes, Jorge havia participado da Copa América 1975 e da Copa de 1982, onde perdeu a maior parte do torneio, após se contundir na segunda partida, contra a Hungria.

## Após parar
Logo após se aposentar profissionalmente, Valdano acabou virando comentarista e treinador da equipe juvenil do Real Madrid, onde permaneceu durante apenas uma temporada. Acabou indo para o Tenerife, livrando a equipe do rebaixamente e na temporada seguinte, classificando à Copa da UEFA. Com o bom desempenho, acabou sendo contratado pelo Real Madrid, e tendo conquistado logo de inicio o título espanhol. Mais tarde, assinou com o Valencia, mas ficando apenas uma temporada. 
Em 2000, tornou-se diretor do Real Madrid, ficando até 2004 e retornando em 2009. Sua segunda passagem na função foi finalizada em 2011, por conta de atritos com o treinador José Mourinho.

## Títulos
Newell's Old Boys
- Campeonato Argentino: 1974

Real Madrid
- Taça UEFA: 1984–85, 1985–86
- La Liga: 1985–86, 1986–87
- Copa da Liga Espanhola: 1985

Argentina
- Copa do Mundo FIFA: 1986

Individuais
- Premio Don Balón - Melhor jogador estrangeiro da La Liga: 1985–86

Treinador:
Real Madrid
- La Liga: 1994–95